# Kamer van volksvertegenwoordigers (samenstelling 1868-1870)
De 12de legislatuur van de Belgische Kamer van volksvertegenwoordigers liep van 10 november 1868 tot 14 mei 1870. De Kamer van volksvertegenwoordigers telde toen 124 leden.
Tijdens deze legislatuur was de regering-Frère-Orban I (januari 1868 - juni 1870) in functie, een liberale meerderheid.

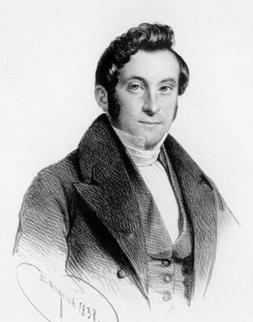
Kamervoorzitter Hubert Dolez

## Verkiezingen
Het nationale kiesstelsel was in die periode gebaseerd op cijnskiesrecht, volgens een systeem van een meerderheidsstelsel, gecombineerd met een districtenstelsel. Iedere Belg die ouder dan 25 jaar was en een bepaalde hoeveelheid cijns betaalde, kreeg stemrecht. Hierdoor was er een beperkt kiezerskorps.
De 12de legislatuur van de Kamer van volksvertegenwoordigers volgde uit de verkiezingen van 9 juni 1868. Bij deze verkiezingen werden 62 van de 124 parlementsleden verkozen. Dit was het geval in de kieskringen Antwerpen, Mechelen, Turnhout, Brussel, Nijvel, Leuven, Brugge, Veurne, Kortrijk, Ieper, Tielt, Roeselare, Oostende, Diksmuide, Aarlen, Marche, Virton, Bastenaken, Neufchâteau, Namen, Philippeville en Dinant.
In juni 1870 vonden tussentijdse verkiezingen plaatsen in de helft van deze legislatuur, echter werden daarop de Kamers ontbonden en werden ze beide volledig vernieuwd in augustus 1870.

## Zittingen
In de 12de zittingsperiode (1868-1870) vonden twee zittingen plaats. Van rechtswege kwamen de Kamers ieder jaar bijeen op de tweede dinsdag van november.
| Zitting                | Opening          | Sluiting     |
| ---------------------- | ---------------- | ------------ |
| 1ste zitting 1868-1869 | 10 november 1868 | 19 juni 1869 |
| 2de zitting 1869-1870  | 9 november 1869  | 19 mei 1870  |

## Samenstelling
| Begin legislatuur (1868) | Begin legislatuur (1868) | Begin legislatuur (1868) | Einde legislatuur (1870) | Einde legislatuur (1870) | Einde legislatuur (1870) |
| Fractie                  | Fractie                  | Zetels                   | Fractie                  | Fractie                  | Zetels                   |
| ------------------------ | ------------------------ | ------------------------ | ------------------------ | ------------------------ | ------------------------ |
|                          | Liberalen                | 73                       |                          | Liberalen                | 74                       |
|                          | Katholieken              | 51                       |                          | Katholieken              | 50                       |

Wijzigingen in fractiesamenstelling:
- In 1869 neemt de katholiek Charles de Coninck de Merckem ontslag. Zijn opvolger wordt de liberaal Gustave De Breyne.

## Lijst van de volksvertegenwoordigers
| Volksvertegenwoordiger                | Partij    | Kieskring     | Opmerkingen |
| ------------------------------------- | --------- | ------------- | --- |
| Louis Gerrits                         | Katholiek | Antwerpen     | |
| Edward Coremans                       | Katholiek | Antwerpen     | |
| Victor Jacobs                         | Katholiek | Antwerpen     | |
| Edouard Haÿez                         | Katholiek | Antwerpen     | |
| Jan De Laet                           | Katholiek | Antwerpen     | |
| Charles-François d'Hane de Steenhuyse | Katholiek | Antwerpen     | |
| Louis Lefebvre                        | Katholiek | Mechelen      | |
| Jean Notelteirs                       | Katholiek | Mechelen      | |
| Eugène de Kerckhove                   | Katholiek | Mechelen      | |
| Alphonse Nothomb                      | Katholiek | Turnhout      | |
| Jean-Baptiste Coomans                 | Katholiek | Turnhout      | |
| Eugène de Zerezo de Téjada            | Katholiek | Turnhout      | |
| Pierre Van Humbeeck                   | Liberaal  | Brussel       | Secretaris tot 10 november 1869 en ondervoorzitter vanaf 10 november 1869.                                               |
| Jules Guillery                        | Liberaal  | Brussel       | |
| Auguste Orts                          | Liberaal  | Brussel       | |
| Louis Hymans                          | Liberaal  | Brussel       | |
| Jean-François Vleminckx               | Liberaal  | Brussel       | |
| Jules Anspach                         | Liberaal  | Brussel       | |
| Joseph Watteeu                        | Liberaal  | Brussel       | |
| François Broustin                     | Liberaal  | Brussel       | |
| Charles De Rongé                      | Liberaal  | Brussel       | |
| Alexandre Jamar                       | Liberaal  | Brussel       | |
| Auguste Couvreur                      | Liberaal  | Brussel       | |
| Louis Defré                           | Liberaal  | Brussel       | |
| Ghislain Funck                        | Liberaal  | Brussel       | |
| Edouard Wouters                       | Katholiek | Leuven        | |
| Charles Delcour                       | Katholiek | Leuven        | |
| François Schollaert                   | Katholiek | Leuven        | |
| Louis Landeloos                       | Katholiek | Leuven        | |
| Joseph-Adrien Beeckman                | Katholiek | Leuven        | |
| Alexandre de Vrints Treuenfeld        | Liberaal  | Nijvel        | Secretaris vanaf 10 november 1869.                                                                                       |
| Adolphe Le Hardy de Beaulieu          | Liberaal  | Nijvel        | |
| Guillaume Nélis                       | Liberaal  | Nijvel        | |
| François Mascart                      | Liberaal  | Nijvel        | |
| Amedée Visart de Bocarmé              | Katholiek | Brugge        | |
| Emile De Clercq                       | Katholiek | Brugge        | |
| Adolphe de Vrière                     | Liberaal  | Brugge        | |
| Désiré de Haerne                      | Katholiek | Kortrijk      | |
| Pierre Tack                           | Katholiek | Kortrijk      | |
| Auguste Reynaert                      | Katholiek | Kortrijk      | Secretaris. |
| Jean-Ignace Van Iseghem               | Liberaal  | Oostende      | |
| Gustave De Breyne                     | Liberaal  | Diksmuide     | Vervangt vanaf 19 december 1869 Charles de Coninck de Merckem (Katholiek), die voltijds burgemeester van Merkem wordt.   |
| Edouard Bieswael                      | Liberaal  | Veurne        | |
| Gustave de Mûelenaere                 | Katholiek | Tielt         | |
| Adile Eugène Mulle de ter Schueren    | Katholiek | Tielt         | |
| Barthélémy Dumortier                  | Katholiek | Roeselare     | |
| Alberic Descantons de Montblanc       | Katholiek | Roeselare     | |
| Jules Van Merris                      | Liberaal  | Ieper         | |
| Pierre Beke                           | Liberaal  | Ieper         | |
| Alphonse Vandenpeereboom              | Liberaal  | Ieper         | |
| Jean De Naeyer                        | Katholiek | Aalst         | |
| Victor Van Wambeke                    | Katholiek | Aalst         | |
| Albert Liénart                        | Katholiek | Aalst         | |
| Léon Victor Jean Thienpont            | Katholiek | Oudenaarde    | |
| Théodore Van der Donckt               | Katholiek | Oudenaarde    | |
| Yves Magherman                        | Katholiek | Oudenaarde    | |
| Ernest Vandenpeereboom                | Liberaal  | Gent          | |
| Jules Vander Stichelen                | Liberaal  | Gent          | |
| François d'Elhoungne                  | Liberaal  | Gent          | |
| Charles de Kerchove de Denterghem     | Liberaal  | Gent          | |
| Auguste Lippens                       | Liberaal  | Gent          | |
| August de Maere                       | Liberaal  | Gent          | |
| Edouard Jaequemyns                    | Liberaal  | Gent          | |
| Joseph Kervyn de Lettenhove           | Katholiek | Eeklo         | |
| Theodoor Janssens                     | Katholiek | Sint-Niklaas  | |
| Stanislas Verwilghen                  | Katholiek | Sint-Niklaas  | |
| Isidore Van Overloop                  | Katholiek | Sint-Niklaas  | |
| Constantin Van Cromphaut              | Katholiek | Dendermonde   | |
| Charles Vermeire                      | Katholiek | Dendermonde   | |
| François van den Broucke de Terbecq   | Katholiek | Dendermonde   | |
| Eudore Pirmez                         | Liberaal  | Charleroi     | |
| Barthel Dewandre                      | Liberaal  | Charleroi     | |
| Charles-Louis Lebeau                  | Liberaal  | Charleroi     | |
| Dominique Jonet                       | Liberaal  | Charleroi     | |
| Gustave Sabatier                      | Liberaal  | Charleroi     | |
| Charles-Xavier Sainctelette           | Liberaal  | Bergen        | Vervangt vanaf 21 december 1869 de overleden Hippolyte Lange.                                                            |
| Henri de Brouckère                    | Liberaal  | Bergen        | |
| Hubert Dolez                          | Liberaal  | Bergen        | Parlementsvoorzitter. |
| Alfred Dethuin                        | Liberaal  | Bergen        | Secretaris. |
| Charles Carlier                       | Liberaal  | Bergen        | |
| Joseph Jouret                         | Liberaal  | Zinnik        | |
| Henri Ansiau                          | Liberaal  | Zinnik        | |
| Adrien Bruneau                        | Liberaal  | Zinnik        | |
| Jules Bara                            | Liberaal  | Doornik       | |
| Charles Rogier                        | Liberaal  | Doornik       | |
| Louis Crombez                         | Liberaal  | Doornik       | Ondervoorzitter tot 10 november 1869.                                                                                    |
| Henri Julien Allard                   | Liberaal  | Doornik       | Quaestor. |
| Joseph Jules Descamps                 | Liberaal  | Aat           | |
| Henri Bricoult                        | Liberaal  | Aat           | |
| Jean-Baptiste T'Serstevens            | Liberaal  | Thuin         | |
| Arthur Warocqué                       | Liberaal  | Thuin         | |
| Gustave Hagemans                      | Liberaal  | Thuin         | |
| Ferdinand de Macar                    | Liberaal  | Hoei          | |
| Edouard Preud'homme                   | Liberaal  | Hoei          | |
| Emile De Lexhy                        | Liberaal  | Borgworm      | |
| Walthère Frère-Orban                  | Liberaal  | Luik          | |
| Dieudonné Mouton                      | Liberaal  | Luik          | |
| Charles Lesoinne                      | Liberaal  | Luik          | |
| Fernand de Rossius                    | Liberaal  | Luik          | Secretaris vanaf 10 november 1869.                                                                                       |
| Emile Dupont                          | Liberaal  | Luik          | |
| Clément Müller                        | Liberaal  | Luik          | |
| Jacques Nicolas Elias                 | Liberaal  | Luik          | |
| Frédéric Braconier                    | Liberaal  | Luik          | |
| Servais Van der Maesen                | Liberaal  | Verviers      | |
| Gérard Moreau                         | Liberaal  | Verviers      | Ondervoorzitter. |
| Victor David                          | Liberaal  | Verviers      | |
| Barthélémy de Theux de Meylandt       | Katholiek | Hasselt       | |
| Joseph Thonissen                      | Katholiek | Hasselt       | |
| Charles Vilain XIIII                  | Katholiek | Maaseik       | |
| François de Borchgrave d'Altena       | Katholiek | Tongeren      | Vervangt vanaf 10 november 1868 Gustave de Woelmont, die lid wordt van de Belgische Senaat.                              |
| Louis Julliot                         | Katholiek | Tongeren      | |
| Hubert Schmitz                        | Liberaal  | Bastenaken    | |
| Victor Tesch                          | Liberaal  | Aarlen        | |
| Léon Orban                            | Liberaal  | Marche        | |
| Charles Camille Castilhon             | Liberaal  | Neufchâteau   | Vervangt vanaf 9 november 1869 de overleden Edouard De Moor. De Moor was secretaris tot zijn overlijden op 10 juni 1869. |
| Philippe Bouvier                      | Liberaal  | Virton        | |
| Georges de Baillet Latour             | Liberaal  | Philippeville | Quaestor. |
| Edouard Lambert                       | Liberaal  | Philippeville | |
| Xavier Victor Thibaut                 | Katholiek | Dinant        | |
| Hadelin de Liedekerke Beaufort        | Katholiek | Dinant        | |
| François Moncheur                     | Katholiek | Namen         | |
| Xavier Lelièvre                       | Katholiek | Namen         | |
| Auguste Royer de Behr                 | Katholiek | Namen         | |
| Armand Wasseige                       | Katholiek | Namen         | |